# Selçuk Öztürk

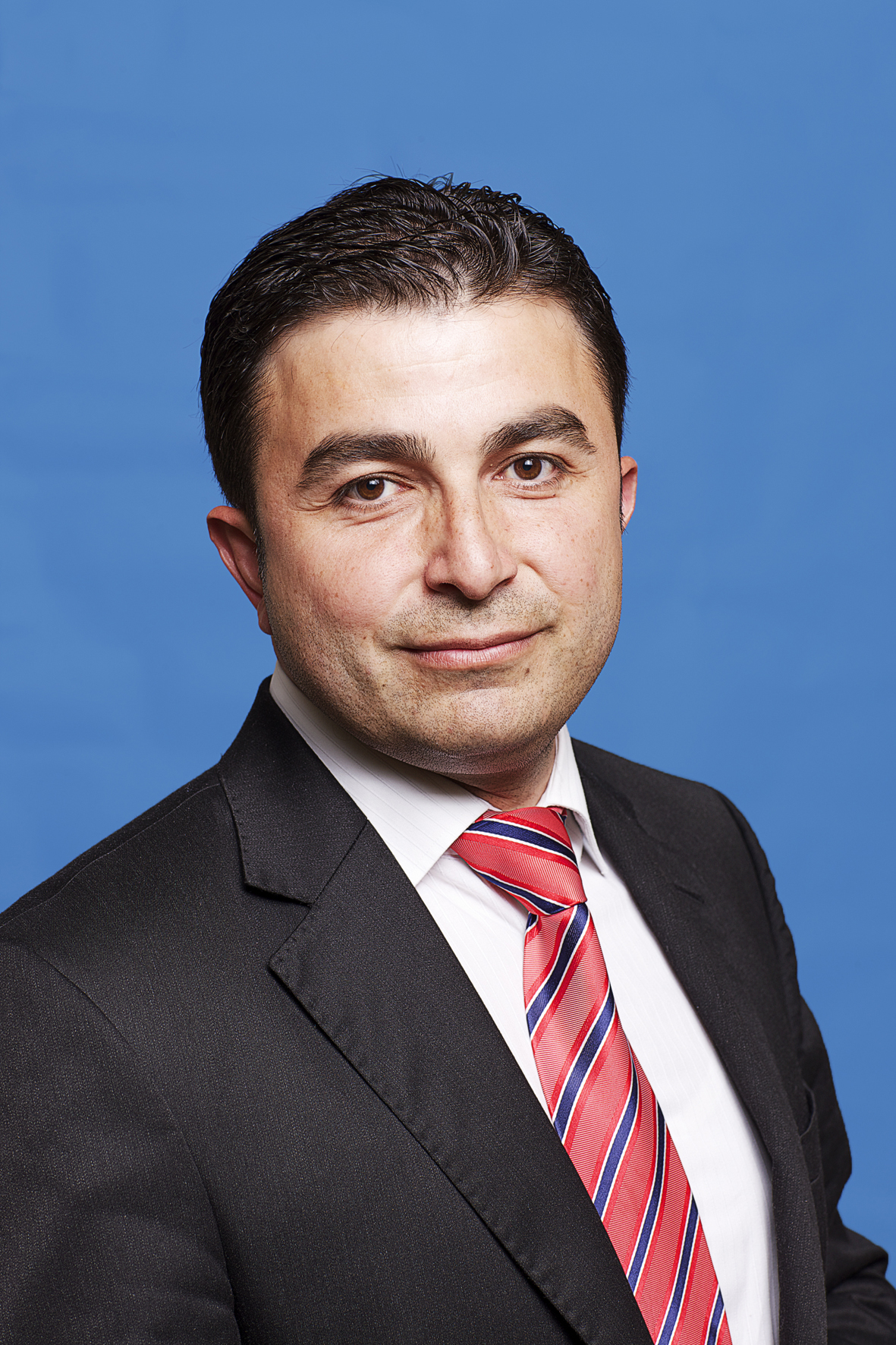
Selçuk Öztürk, 2011

Selçuk Öztürk (* 8. April 1972 in Büyükkışla, Türkei) ist ein niederländischer Politiker der Partei Denk.

## Leben
Von 1998 bis 2013 war Öztürk Mitglied im Stadtrat von Roermond für die Partei Partij van de Arbeid. Er trat 2014 aus der PvdA aus und gründete gemeinsam mit dem niederländischen Politiker Tunahan Kuzu die Partei Denk. Am 9. Februar 2015 gaben sie ihrer Gruppe bzw. Fraktion den Namen DENK und veröffentlichten ein politisches Manifest zur Gründung einer Bewegung für Migranten. Bei der Parlamentswahl in den Niederlanden 2017 erreichte seine Partei, dessen Parteivorsitzender er ist, drei Abgeordnetensitze in der Zweiten Kammer der Generalstaaten.